# Otto Grotewohl
Otto Grotewohl (født 11. marts 1894 i Braunschweig, død 21. september 1964 i Berlin) var en østtysk politiker.

## Før 2. verdenskrig
I 1920'erne var Grotewohl medlem af landdagen og regeringen i Fristaten Braunschweig.
Fra 1928 og indtil Hitlers magtovertagelse i 1933 var Grotewohl medlem af rigsdagen i Berlin.  

## Efter 2. verdenskrig
Efter 2. verdenskrig blev han leder af SPD i den sovjetiske besættelseszone og ledte i 1946 partiet, da det fusionerede med Kommunistische Partei Deutschlands, der var ledet af Wilhelm Pieck. Det fusionerede parti fik navnet Sozialistische Einheitspartei Deutschlands (SED). Grotewohl blev DDR's første ministerpræsident og sad fra oktober 1949 til sin død. Ved etableringen af Ministerrat i november 1954 blev han samtidig rådets første formand.
I en tale ved SED's kongres i marts 1956 fordømte Grotewohl det misbrug, der fandt sted indenfor landets retssystem. Han kritiserede illegale anholdelser og efterlyste mere respekt for menneskerettigheder samt en mere livlig debat i DDR's parlament. Han kritiserede også justitsminister Hilde Benjamins håndtering af politiske sager, som havde været særlig brutal.
I 1960 fik han konstateret leukæmi. Han var ikke fuldt aktiv på posten efter 1961, hvor han påbegyndte medicinsk behandling i Sovjetunionen. Han blev tildelt Karl Marx-ordenen i 1952, som var den højest rangerende orden i DDR. Efter hans død i 1964, blev Wilhelmstrasse i Østberlin omdøbt til Otto-Grotewohl-Straße, hvilket gaden hed frem til genforeningen i 1991. I april 1986, blev den U-Bahn-station, der i dag hedder Mohrenstraße, omdøbt til Otto-Grotewohl-Straße. Grotewohl boede på Majakowskiring i Pankow, hvor også flere andre DDR-ledere boede.